# Pseudhaloptilus eurygnathus
Pseudhaloptilus eurygnathus är en kräftdjursart som först beskrevs av Georg Ossian Sars 1920.  Pseudhaloptilus eurygnathus ingår i släktet Pseudhaloptilus och familjen Augaptilidae. Inga underarter finns listade i Catalogue of Life.